# Пошивайло Микола Гаврилович
Пошивайло Микола Гаврилович (27 травня 1930 року, селище Опішня Полтавської області — 25 жовтня 2017 року, там само) — гончар, кераміст. Син відомого українського гончаря Гаврила Пошивайла та малювальниці Явдохи Пошивайло, батько директора Інституту керамології Олеся Пошивайла.
Освіта середня.
Виготовляв широкий асортимент традиційного посуду: горщики, глечики, тиквасті глечики, тикви, ринки, миски, барила. Значну частину його творчого доробку становила декоративна зооморфна скульптура у вигляді баранів, левів та биків. Також Микола Пошивайло створював сюжетні композиції на теми народного побуту. Майстер дитячої іграшки. Спеціалізувався на виготовленні фляндрованих мисок.
Основні твори: «Козаки» (1970), «Лев» (1970), «Баран» (1971), «Казка» (1976). Член Національної Спілки Художників України (1971) та Національної спілки майстрів народного мистецтва України. Заслужений майстер народної творчості України (1976). Лауреат Всеукраїнської літературно-мистецької премії імені Івана Нечуя-Левицького.
Твори Миколи Пошивайла експонувалися на міжнародних виставках у Канаді, Японії, Великій Британії, Нідерландах, Франції, США, Польщі.